# Страда Вале (Анкона)
Страда Вале (итал. Strada Valle) насеље је у Италији у округу Анкона, региону Марке.
Према процени из 2011. у насељу је живело 27 становника. Насеље се налази на надморској висини од 253 м.